# Бріт Ніколь
Бріттані Ніколь Вадделл (відома як Бріт Ніколь) (англ. Brittany Nicole Waddell; нар. 2 серпня 1985, Солсбері, Північна Кароліна, США) — американська християнська поп-співачка, авторка пісень, композиторка, художниця по костюмах та музична продюсерка. 
У 2003 випустила свій дебютний альбом «Follow the Call» під іменем Бріттані Вадделл. Із 2007 почала вживати сценічне ім'я Бріт Ніколь, після того як випустила платівку «Say It». У 2012 випустила сингл «Gold», із яким вперше потрапила на чарт Billboard Hot 100. Станом на 2018 рік випустила 5 студійних альбомів.

## Дискографія
- Follow the Call (2003)
- Say It (2007)
- The Lost Get Found (2009)
- Gold (2012)
- Britt Nicole (2016)

## Турне
- You're Worth More Than Gold Tour (2012)[2]
- This Is Not a Test Tour (2015)[3]
- Hits Deep Tour (2016)[4][5]